# مدران (الملاجم)

تعديل مصدري - تعديل

مدران هي إحدى قرى عزلة عفار آل مفتاح بمديرية الملاجم التابعة لمحافظة البيضاء، بلغ تعداد سكانها 1195 نسمة حسب تعداد اليمن لعام 2004.